# 에빙하우스 착시
에빙하우스 착시(Ebbinghaus illusion) 또는 티치너 원(Titchener circles)은 상대적 크기 인식의 착시다. 발견자인 독일 심리학자 헤르만 에빙하우스(Hermann Ebbinghaus 1850-1909)의 이름이 언급된 1901년 실험 심리학 교과서에 에드워드 티치너(Edward B. Titchener)가 영어권에서 이러한 환상적인 착시에대한 소개로 대중화되었으므로써 알려진 이름이다. 가장 잘 알려진 착시 버전에서, 동일한 크기의 두 개의 원이 서로 가까이 배치되고, 하나는 큰 원으로 둘러싸이고 다른 하나는 작은 원으로 둘러싸여있다. 원의 병치 결과, 큰 원으로 둘러싸인 중심 원은 작은 원으로 둘러싸인 중심 원보다 작게 보여진다.

## 예
|                                                                          |
| 좌우 가운데의 오렌지 색 원은 서로 크기가 같지만 오른쪽이 더 크게 보인다. |

## 같이 보기
- 착시 목록